# Бивалент (генетика)
Бивале́нт — в генетике пара гомологичных хромосом, связывающихся друг с другом во время мейоза посредством специального комплекса после удвоения хромосом. В ходе мейоза (профаза первого деления) происходит синапсис — процесс формирования бивалентов. Каждая из входящих в бивалент хромосом у большинства организмов уже удвоена и состоит из двух хроматид.
Биваленты образуются в тот момент, когда две гомологичные хромосомы подвергаются рекомбинации путём кроссинговера. Хромосомы движутся так, чтобы достаточно сблизить и скрепить соответствующие участки, подвергающиеся рекомбинации. Это скрепление обеспечивается белковым комплексом (синаптонемный комплекс), состоящим из белка ZIP1 или ZYP1 (в зависимости от вида). Последовательность этого белка не является консервативной, хотя структура сходна у всех организмов.
У атипичных модельных организмов D. melanogaster и C. elegans рекомбинация осуществляется после синапсиса. У человека, мыши, арабидопсиса, кукурузы, дрожжей, лилии и многих других организмов биваленты образуются как результат репарации ДНК и рекомбинации.
В ходе рекомбинации образуются хиазмы, которые удерживают хромосомы вместе после распада синаптонемного комплекса (диплотена профазы I мейоза).
Неспаренные хромосомы, в противовес бивалентам, иногда называют унивалентами.